# 姚宜瑛

2002年，於台北凱悅飯店舉行中華民國筆會年度會員大會。齊邦媛（左）、姚宜瑛（中）、潘人木（右）。

姚宜瑛（1927年9月5日—2014年3月3日），近代著名中文作家、出版家，祖籍江蘇宜興人。曾任《掃蕩報》、《經濟日報》記者，《中國文選》主編。所創立大地出版社為臺灣文學出版界的「五小」之一，

## 生平
- 1927年，九月生於江蘇宜興。
- 1948年，畢業於上海法學院新聞系。
- 1949年，五月來達臺灣，月底任職《掃蕩報》記者。
- 1964年，首部作品〈搶親〉發表於《中央日報》副刊。[1]
- 1968年，長篇小說《明天的陽光》連載於《女性》雜誌。八月中篇小說《烟》出版。
- 1969年，主編《中國文選》。
- 1972年，十月成立大地出版社。是繼林海音之後，台灣獨立經營文學出版社的女作家。
- 1982年，母親由大陸來臺灣。
- 1983年，散文〈春來〉聯合報副刊發表，並有海內外八家報刊雜誌轉載。
- 1986年，〈暗〉、〈報答〉發表於聯合報副刊，並為讀者文摘選入。
- 1992年，第一本散文集《春來》在臺北出版。
- 1999年，退出大地出版社經營。
- 2003年，十月出版第二本散文集《十六棵玫瑰》。
- 2014年，三月三日於臺北辭世，享壽八十七歲。[2][3]

## 作品

### 散文
- 《春來》，臺北：大地出版社，1992年1月
- 《十六棵玫瑰》，臺北：爾雅出版社，2003年10月

### 小說

#### 中篇小說
- 《烟》，臺北：水牛出版社，1968年8月

#### 長篇小說
- 《明天的陽光》，臺北：新亞出版社，1969年5月

## 評價
- 鍾淑華：「作家姚宜瑛在〈春來〉中，以典雅、清麗、婉約的文字描寫母女之親情和民胞物與的大愛，撥動了我的心弦，而文章的深度和力度更強烈地震撼我心。」[4]
- 隱地：「姚宜瑛是個溫柔之人，一生行事總止於該止之處，如她在壯年時結束出版事業，潛心創作，雖著作不多，但每部作品都是作家必讀的鉅作。」[3]
- 封德屏：「姚宜瑛創辦的大地出版社替台灣文壇開啟新頁，不僅大量引進優秀的翻譯文學，也重視台灣、海外優秀作家，對提攜後輩不遺餘力。」[3]
- 張詮：「一生沉浸在文學世界的姚宜瑛體認到，『做自己真心喜愛的事，日子才會變得更美好。』她做了，而且做得很成功。認識她的人都說，看不出姚宜瑛已到了耄耋之年了。[5]